# Eugène Müntz

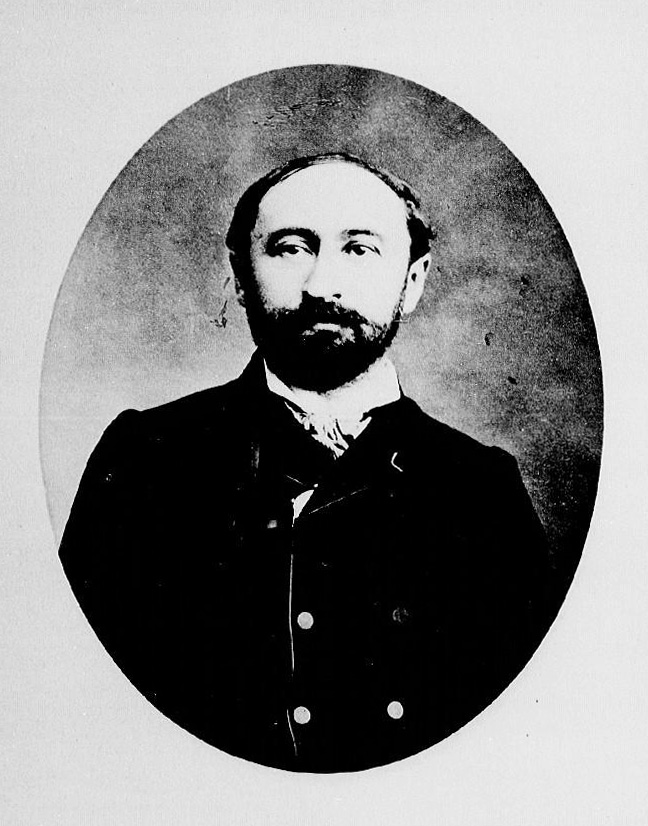
Eugène Müntz

Louis Frédéric Eugène Müntz (* 11. Juni 1845 in Soultz-sous-Forêts bei Mülhausen, Elsaß; † 30. Oktober 1902 in Paris) war ein französischer Kunsthistoriker. Er war Professor und Bibliothekar an der École  des Beaux-Arts in Paris.

## Leben
Müntz begann zunächst in Paris Jura zu studieren, wandte sich dann aber der Kunstkritik und Kunstgeschichte zu. Erste Aufmerksamkeit fand er durch Artikel in der Revue Alsacienne. Ab 1875 studierte an der zwei Jahre zuvor gegründeten École française de Rome bei Albert Dumont. Er eignete sich in den Vatikanarchiven und durch Anschauung vor Ort in Rom eine umfassende Kenntnis italienischer Kunst und Architektur an. Sein erstes Werk war 1875 der Rolle der Päpste in der Förderung der Kunst in der Renaissance gewidmet. 1876 wurde er Bibliothekar und Archivverwalter der Ecole des Beaux-Arts in Paris. 1885 bis 1892 übernahm er dort auch den Lehrstuhl für Ästhetik von Hippolyte Taine.
Er befasste sich insbesondere mit der italienischen Renaissance, unter anderem schrieb er eine Biographie von Raffael und von Leonardo da Vinci. Anerkennung fand er besonders durch seine Raffaelbiographie und in Frankreich durch seine Gesamtdarstellung der Kunst der Renaissance (1888–1894), wobei der Schwerpunkt seiner Studien im Rom und Florenz der Hochrenaissance lag. Er publizierte auch über römische und frühchristliche Kunst und zeitgenössische Kunst, über die Sammlungen der Medici und der Päpste in Avignon.
Seine Schriften haben vor allem beschreibenden und dokumentarischen Charakter, basierend auf einer genauen Kenntnis der vorhandenen Dokumente. In einer Schrift 1884 über Raffael in der Kunstgeschichte und Kunstkritik wandte er sich gegen den Trend zu spezialisierter Kunst-Kennerschaft, für damals Giovanni Morelli stand. Er war auch kritisch gegenüber dem  positivistischen Zugang seines Kollegen an der École des beaux-arts Hippolyte Taine eingestellt. In Italien unternahm zur gleichen Zeit Gaetano Milanesi ähnliche Pionierarbeiten über historische Quellen zur Kunstgeschichte der Renaissance. Müntz bemühte sich, die verschiedenen Bereiche von Kunst und Kunsthandwerk miteinander zu verbinden und behandelte auch zum Beispiel Möbel, Keramik, Schnitzarbeiten und Tapeten. Zuletzt befasste er sich mit dem Einfluss der italienischen Renaissance im übrigen Europa beginnend mit Frankreich. Sein Tod verhinderte hier weitere geplante Studien.
Ab 1888 war Müntz korrespondierendes Mitglied der Bayerischen Akademie der Wissenschaften. 1893 wurde er zum Mitglied der Académie des Inscriptions et Belles-Lettres und 1894 zum assoziierten Mitglied der Académie royale des Sciences, des Lettres et des Beaux-Arts de Belgique gewählt. Er war Mitglied der Ehrenlegion (Ritter).

## Schriften
- Notes sur les mosaïques de l’Italie, 1874–92
- Les arts à la cour des papes pendant le XVe et le XVIe siècle, 4 Bände, 1878–1898
- Les précurseurs de la Renaissance, 1881
- Raphaël, sa vie, son œuvre et son temps, 1881, 2. Auflage 1886
- Histoire de la tapisserie, 1882
- Etudes sur l’histoire de la peinture et de l’iconographie chrétiennes, 1882
- Les Historiens et les critiques de Raphael, 1884
- Histoire de l’art pendant la Renaissance, 3 Bände, 1888–1894, Band 1: Les Primitifs, 1888; Band 2: L’Age d’Or, 1891, Band 3: La Fin de la Renaissance, 1895
- Léonard da Vinci, l’artiste, le penseur, le savant, 1899
- Etudes iconographiques et archéologiques sur le Moyen-Age, 1888
- Donatello, 1885
- Le Palais des papes à Avignon, 1886 bis 1892
- mit P. Fabre: La Bibliothèque du Vatican au XVIe siècle, 1887
- Collections des Médicis au XVe siècle, 1887
- Antiquités de Rome au XIVe, XVe et XVIe siècles, 1887
- Florence et la Toscane, 1897
- La Tiare Pontificale du VIIIe siècle au XVIe siècle, 1897
- La Renaissance en Italie et en France à l’époque de Charles VIII, 1885
- mit Émile Molinier: Le Château de Fontainebleau au XVie siècle, 1886